# Marxisme autogestionnaire
Le marxisme autogestionnaire est un courant du marxisme qui prône l'abolition du capitalisme et l'implantation du socialisme comme une société radicalement différente, basée sur l'autogestion.
Ses principaux représentants sont Yvon Bourdet, Alain Guillerm et Nildo Viana. En France, la revue Autogestion et socialisme a existé de 1970 à 1979. Yvon Bourdet y écrit qu'en se prononçant pour « une association où le libre épanouissement de chacun est la condition du libre épanouissement de tous » (dans le Manifeste communiste de 1848), Karl Marx « donne ainsi la définition exacte d’une société autogérée ».

## Publications
- Alain Guillerm :
  - Le Luxemburgisme aujourd'hui, Rosa Luxemburg et les conseils ouvriers. (éditions Spartacus, 1970)
  - Alain Guillerm, L'Autogestion généralisée, Paris, C. Bourgois, 1979, 215 p. (ISBN 978-2-267-00121-1)

- Alain Guillerm et Yvon Bourdet :
  - L'Autogestion (Séghers, 1975, 286 p.)
  - Clefs pour l'autogestion (Séghers, 1975, 1977)

- Nildo Viana :
  - Manifesto Autogestionário, (Achiamé, 2008), en français : Manifeste Autogestionnaire.